# 約翰·華特斯
小約翰·山繆·華特斯（英語：John Samuel Waters Jr.，1946年4月22日—），美國男導演、編劇、製片人、作家、演員、視覺藝術家和藝術收藏家，他以在1970年代的造反邪典電影而聞名。較著名的作品如電影《多重瘋狂》（1970年）、《粉紅火鶴》（1972年）、《髮膠明星夢》（1988年）及《瘋狂殺手俏媽咪》（1994年）。

## 早年
約翰·華特斯出生於馬里蘭州巴爾的摩。母親派翠西亞·安（Patricia Ann）的娘家姓為惠特克（Whitaker），於1924年出生並於2014年過世；父親約翰·山繆·華特斯（John Samuel Waters）是名防火設備製造商，他於1916年出生並於2008年過世。華特斯的家人是中上階級的天主教會。他主要在馬里蘭州盧瑟維爾成長，是巴爾的摩的一處郊區，而他少年時代的朋友兼繆斯葛倫·米爾斯特德（Glenn Milstead，之後被稱作蒂凡）也住在此。
1953年電影《孤鳳奇緣》激起了7歲的華特斯對木偶的興趣，並開始在為兒童的生日派對上演暴力版的「潘趣和朱迪」。傳記作者羅伯特·L·佩拉（Robrt L. Pela）表示，華特斯的母親認為《孤鳳奇緣》的木偶對華特斯後來的職業生涯影響甚遠（雖然佩拉認為年輕的華特斯常會用雙筒望遠鏡從遠處偷看當地的汽車戲院一行為對他的影響更大）。
而1990年電影《哭泣寶貝》也是在華特斯在少年時代的產物。當時一名7歲的「油脂」因謀殺了年輕的「drapette」而引起了激烈的新聞報導，再加上他迷戀著一名住在街對面並擁有Hot rod的年輕人，這都激發了華特斯創作《哭泣寶貝》的靈感。
華特斯曾在巴爾的摩的卡爾弗特學校接受過私人教育。在讀完馬里蘭州陶森的小陶森高中及附近的卡爾弗特霍爾學院高中後，他最後從馬里蘭拉丁男校畢業。

## 作品列表
- 《殘酷實錄（英语：Mondo Trasho）》（1969）
- 《多重瘋狂（英语：Multiple Maniacs）》（1970）
- 《粉紅火鶴》（1972）
- 《女人的煩惱（英语：Female Trouble）》（1974）
- 《绝地逢生（英语：Desperate Living）》（1977）
- 《奇味吵翻天（英语：Polyester (film)）》（1981）
- 《髮膠明星夢（英语：Hairspray (1988 film)）》（1988）
- 《哭泣寶貝（英语：Cry-Baby）》（1990）
- 《瘋狂殺手俏媽咪（英语：Serial Mom）》（1994）
- 《貝克（英语：Pecker (film)）》（1998）
- 《西席地狂人（英语：Cecil B. Demented）》（2000）
- 《不知羞恥（英语：A Dirty Shame）》（2004）

## 書籍
- Waters, John. . New York: Dell Pub. Co. 1981. ISBN 044057871X.
- Waters, John. . New York: Scribner. 2003 [1987]. ISBN 0026244403.
- Waters, John; Hainley, Bruce. . New York: Thames & Hudson. 2003. ISBN 0500284350.
- Waters, John. . New York: Farrar, Straus and Giroux. 2010. ISBN 9780374251475.
- Waters, John. . New York: Farrar, Straus and Giroux. 2014. ISBN 0374298637.
- Waters, John. . Chapel Hill, NC: Algonquin Books. 2017. ISBN 1616206357.

劇本
- Waters, John. . New York: Vintage Books. 1988. ISBN 0394759869.
- Waters, John. . New York: Thunder's Mouth Press. 2005. ISBN 1560257024.

照片集
- Waters, John. . New York: Scalo. 1997. ISBN 393114156X.
- Waters, John. . New York: Marianne Boesky Gallery. 2006. ISBN 0977950301.

## 外部連結
- 約翰·華特斯在互联网电影资料库（IMDb）上的資料（英文）